# Policía Nacional del Paraguay
La Policía Nacional del Paraguay (PNP) es una institución del Gobierno paraguayo, subordinada al Ministerio del Interior. Sus funciones son mantener el orden público, prevenir delitos y realizar tareas de investigación bajo la dirección de la autoridad judicial.
Es dirigida por un agente policial de jerarquía superior, que lleva el título de comandante de la Policía Nacional, el cual posee impedimentos constitucionales para ejercer actividades político-partidarias.

## Historia
La Policía Nacional fue creada el 8 de marzo de 1843, durante el consulado de Carlos Antonio López y Mariano Roque Alonso.
Pedro Nolazco Fernández fue el primer jefe de Policía y organizó la estructura interna de la institución, denominada en ese entonces Departamento de Policía de la Capital.
El 20 de junio de 1992, tras ser promulgada la nueva Constitución del país, se creó la Policía Nacional entre las instituciones designadas como Fuerza Pública, previstas en su artículo 172. La nueva agrupación policial, que unió las diversas fuerzas anteriormente encargadas del trabajo policial, tuvo en su dirección, por primera vez, un agente policial de carrera, el comisario general Gérman Gabriel Franco Vargas.
El uniforme actual de la policía fue adoptado a mediados de 2012, siendo el anterior de color caqui (utilizado entre 1958 y 2012).

### Institutos de formación
- Academia Nacional de Policía General José Eduvigis Díaz
- Colegio de Policía Sargento Ayudante José Merlo Sarabia
- Escuela de Aprendices músicos Remberto Giménez
- Escuela de Educación física
- Instituto de Criminalística

### Institutos de perfeccionamiento
- Escuela de Estrategia Policial
- Escuela de Administración y Asesoramiento Policial
- Escuela de Especialización Profesional
- Escuela de Aplicación para Suboficiales

## Organización
La Policía Nacional es dirigida por el comisario general comandante, auxiliado por el subcomandante por los comisarios generales directores de las direcciones generales.

### Direcciones generales
- Dirección General de Talento Humano
- Dirección General de Prevención y Seguridad
- Dirección General de Investigación Criminal
- Dirección General de Inteligencia Policial
- Dirección General del Instituto Superior de Educación Policial
- Dirección General de Justicia Policial
- Dirección General de Administración y Finanzas
- Dirección General de Sanidad Policial
- Dirección de Planificación Estratégica
- Dirección de Asuntos Internos

### Dirección de Apoyo Técnico
Comprende los siguientes departamentos:
- Investigación de Delitos
- Delitos Económicos y Afines
- Antinarcóticos
- Dpto. de Comunicaciones
- Control de Automotores
- Dpto. Informática
- Dpto. Identificaciones
- Dpto. Judicial
- Dpto. de Familia
- Dpto. Asist. Jurídica
- Dpto. Antisecuestro
- Dpto. Inteligencia
- Dpto. Antiterrorismo
- Dpto. RR. PP.
- Interpol (que son dependencias encargas de las investigaciones de delitos y crímenes utilizando personal idóneo y capacitado en el área)

### Dirección de Apoyo Táctico
Comprenden las siguientes agrupaciones:
- Agrupación Especializada
- Fuerzas de Operaciones Policiales Especiales (Agrupación FOPE)
- Agrupación de Seguridad
- Agrupación de Tránsito
- Agrupación Ecológica y Rural
- Agrupación Fluvial y Aeroportuaria
- Agrupación Antiabigeato
- Agrupación Bomberos
- Agrupación Montada
- Agrupación Motorizada
- Departamento de Seguridad Urbana y Turística
- Departamento de Bosques y Asuntos Ambientales (Policía Forestal y Ambiental)
- Control de Centros educativos
- Unidad de Operaciones Tácticas Motorizadas, Lince

### Direcciones de Policía Departamental y de Asunción
Las direcciones de zonas policiales (seis en total) fueron suprimidas con la Ley 5757/16 y remplazadas directamente por las direcciones de Policía departamentales y de Asunción (18 en total). Son órganos, subordinados a la Dirección General de Prevención y Seguridad, que ejercen las actividades policiales en todas sus formas, incluidos el ejercicio de la policía judicial, la ejecución de las políticas ofensivas y defensivas hacia los ciudadanos y autoridades nacionales, y la cooperación con otras entidades de la administración pública que la soliciten para cumplir con sus fines.
- Dirección de Policía de Asunción
- Dirección de Policía de Central
- Dirección de Policía de Alto Paraná
- Dirección de Policía de Itapúa
- Dirección de Policía de Caaguazú
- Dirección de Policía de San Pedro
- Dirección de Policía de Cordillera
- Dirección de Policía de Paraguarí
- Dirección de Policía de Concepción
- Dirección de Policía de Canindeyú
- Dirección de Policía de Guairá
- Dirección de Policía de Amambay
- Dirección de Policía de Misiones
- Dirección de Policía de Presidente Hayes
- Dirección de Policía de Ñeembucú
- Dirección de Policía de Boquerón
- Dirección de Policía de Alto Paraguay

## Departamentos

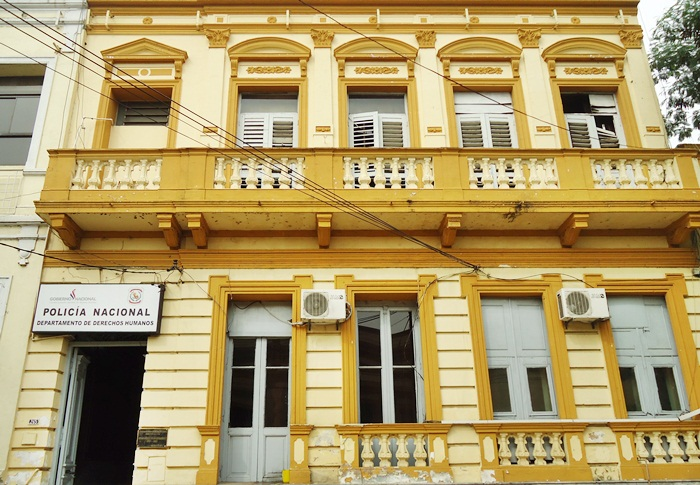
Sede del Departamento de Derechos Humanos de la Policía Nacional

### Dependiente de la Comandancia
- Departamento de Enlace con el Congreso Nacional

- Departamento de Asuntos Internacionales y Agregadurías Policiales

- Departamento de Relaciones Públicas

- Departamento Ceremonial y Protocolo

- Departamento Jurídico

- Departamento de Derechos Humanos

- Departamento de Auditoría Interna

- Departamento de Transparencia y Anticorrupción, y la Oficina de Acceso a la Información Pública

### Dependiente de la Subcomandancia
- Departamento de Comunicaciones
- Departamento de Publicaciones
- Departamento de Comisión de Estudios de Leyes y Reglamentos

## Comisarías
Las comisarías son órganos policiales, subordinados a las jefaturas de Policía departamentales, que dentro de los límites del departamento y en circunscripciones determinadas ejecutan las actividades de Policía Nacional en todas sus formas. 
Pueden tener la actividad policial descentralizada en subcomisarías, destacamentos o puestos policiales, y, si es necesario, dependen del apoyo táctico, técnico y logístico de la Jefatura de Policía Departamental.

## Equipamiento

### Armas cuerpo a cuerpo
| Modelo                   | Imagen | Notas               |
| ------------------------ | ------ | ------------------- |
| Spray de pimienta        |        |                     |
| Spray de gas lacrimógeno |        |                     |
| Porra PR-24              |        |                     |
| Machete                  |        | Utilizado en la FTC |

### Armas ligeras
| Modelo                        | Imagen   | Calibre                                           | Tipo              | Origen                   | Notas                                                 |
| Pistolas                      | Pistolas | Pistolas                                          | Pistolas          | Pistolas                 | Pistolas                                              |
| ----------------------------- | -------- | ------------------------------------------------- | ----------------- | ------------------------ | ----------------------------------------------------- |
| Taser 7 CQ                    |          | Proyectil de 50 000 V                             | Pistola eléctrica | Estados Unidos (posible) | [ 4 ]                                                 |
| Taurus PT24/7                 |          | 9 ×19 mm Parabellum                               | Pistola           | Brasil                   | [ 5 ]                                                 |
| Glock 17                      |          | 9 × 19 mm Parabellum                              | Pistola           | Austria                  | [ 6 ]                                                 |
| Glock 19                      |          | 9 × 19 mm Parabellum                              | Pistola           | Austria                  | [ 6 ]                                                 |
| Escopetas                     |          |                                                   |                   |                          |                                                       |
| Maverik                       |          | Calibre 12                                        | Escopeta          |                          |                                                       |
| Sarsilmaz                     |          | Calibre 12                                        | Escopeta          |                          |                                                       |
| Subfusiles                    |          |                                                   |                   |                          |                                                       |
| Scorpion EVO 3 A1             |          | 9 × 19 Parabellum                                 | Subfusil          | República Checa          |                                                       |
| Beretta M12S                  |          | 9 × 19 Parabellum                                 | Subfusil          | Italia                   |                                                       |
| Taurus Micro Convertion G2/G3 |          | N/A                                               | Subfusil/Carabina | Brasil                   | Kit de conversión para pistolas, usado por los Linces |
| Fusiles de asalto             |          |                                                   |                   |                          |                                                       |
| Colt M4A1                     |          | 5.56 × 45 mm                                      | Fusil de asalto   | Estados Unidos           |                                                       |
| SIG Sauer 516                 |          | 5.56 × 45 mm                                      | Fusil de asalto   | Alemania                 |                                                       |
| FN FAL                        |          | 7.62 × 51 mm                                      | Fusil de combate  | Bélgica                  |                                                       |
| IWI Galil ACE 21              |          | 5.56 × 45 mm                                      | Fusil de asalto   | Israel                   |                                                       |
| AR-M1F                        |          | 7.62 × 39 mm                                      | Fusil de asalto   | Bulgaria                 |                                                       |
|                               |          |                                                   |                   |                          |                                                       |
| Ametralladoras                |          |                                                   |                   |                          |                                                       |
| MK 43 Mod 0/1                 |          | 7.62 × 51 mm                                      | Ametralladora     | Estados Unidos           | Versión de la M60 MG                                  |
| Lanzagranadas                 |          |                                                   |                   |                          |                                                       |
| M203                          |          | Proyectil de 40 mm. Proyectil de gas lacrimógeno. | Lanzagranadas     | Estados Unidos           | Lanzagranadas bajo barril acoplado en los M4.         |

### Vehículos
| Modelo       | Imagen | Tipo              | Notas |
| ------------ | ------ | ----------------- | ----- |
| Inkas LAPV   |        | Vehículo blindado |       |
| Toyota Hilux |        | Pickup            |       |
| Isuzu D-Max  |        | Pickup            |       |
| Isuzu M-UX   |        | SUV               |       |
| Toyota Etios |        | Sedán             |       |
| KIA          |        | Sedán             |       |
| Hyundai H350 |        | Furgoneta         |       |
| Motocicletas |        |                   |       |
| Honda        |        | Moto              |       |
| Leopard      |        | Moto              |       |
| Yamazuky     |        | Moto              |       |
| Kenton       |        | Moto              |       |

### Drones
| Modelo     | Tipo          | Origen  | Notas |
| Vant       | Vant          | Vant    | Vant  |
| ---------- | ------------- | ------- | ----- |
| Drone Volt | cuadricóptero | Francia | [ 9 ] |

### Aeronaves
El inventario actual de la unidad incluye lo siguiente:
| Aeronaves             | Imagen | Variante    | Origen         | Unidades | Notas                                            |
| --------------------- | ------ | ----------- | -------------- | -------- | ------------------------------------------------ |
| UH-1 Huey             |        | UH-1D/UH-1H | Estados Unidos | 4        |                                                  |
| R44 Raven II          |        |             | Estados Unidos | 3-4      | 1 R44 destruido tras un accidente aéreo en 2024. |
| Airbus EC-120 Colibri |        |             | Unión Europea  | 1        |                                                  |
| CASA C-212 Aviocar    |        |             | España         | 1        |                                                  |
| Cessna 210L Centurion |        |             | Estados Unidos | 1        |                                                  |
| Aeronave histórica    |        |             |                |          |                                                  |
| R22 Beta II           |        |             | Estados Unidos | 1        |                                                  |
| Mil Mi-8 HIP          |        |             | Rusia          | 1        |                                                  |

Todos los helicópteros de la Unidad de Aviación de la PNP tienen su base en el helipuerto Policía Nacional en Asunción. El aeropuerto internacional Silvio Pettirossi fue utilizado inicialmente por la Unidad de Aviación de la PNP. Pero luego se trasladó al helipuerto Policía Nacional, que abrió sus puertas en agosto de 2010.

## Carrera y designaciones jerárquicas

### Oficiales superiores
*Obs.: Comisario general comandante que es el comandante de la Policía Nacional.
| Comisario general inspector | Comisario general director | Comisario general comandante |
| --------------------------- | -------------------------- | ---------------------------- |

### Oficiales jefes
| Subcomisario | Comisario | Comisario principal |
| ------------ | --------- | ------------------- |
|              |           |                     |

### Oficiales subalternos
| Oficial ayudante | Oficial segundo | Oficial primero | Oficial inspector |
| ---------------- | --------------- | --------------- | ----------------- |
|                  |                 |                 |                   |

Estudiantes de la Academia Nacional de Policía General José Eduvigis Díaz:
- brigadier mayor (el mejor estudiante de los cadetes del cuarto curso)
- brigadier (solo los cadetes del cuarto curso)
- subrigadier (solo los cadetes del cuarto curso)
- cadete del cuarto curso
- cadete del tercer curso
- cadete del segundo curso
- cadete del primer curso

Observación: Los cadetes de la Academia Nacional de Policía General José Eduvigis Díaz son de un rango mayor a los suboficiales ya egresados, sin importar el año de servicio prestado.

### Suboficiales jefes
| Suboficial mayor | Suboficial principal | Suboficial superior |
| ---------------- | -------------------- | ------------------- |
|                  |                      |                     |

### Suboficiales subalternos
| Suboficial ayudante | Suboficial segundo | Suboficial primero | Suboficial inspector |
| ------------------- | ------------------ | ------------------ | -------------------- |
|                     |                    |                    |                      |

Estudiantes del Colegio de Policía Sargento Ayudante José Merlo Saravia:
- brigadier mayor (mejor alumno del segundo curso)
- brigadier (solo los aspirantes del segundo curso)
- subrigadier (solo los aspirantes del segundo curso)
- aspirante del segundo curso
- aspirante del primer curso